# سياسة جمهورية أيرلندا
أيرلندا هي جمهورية ديمقراطية برلمانية تمثيلية ودولة عضو في الاتحاد الأوروبي. مع أن رأس الدولة هو رئيس أيرلندا المنتخَب شعبيًّا، إلا أنه منصب فخري إلى حد كبير، إذ تُمنح السلطة السياسية الحقيقية للتاوسيتش (زعيم الحكومة) المنتخَب بشكل غير مباشر، والذي يمثّل رئيس الحكومة.
السلطة التنفيذية تمارسها الحكومة التي لا يزيد عدد أعضائها عن 15 وزيرًا، ومن ضمنهم التاوسيتش والتانيشتا (نائب زعيم الحكومة). تُناط السلطة التشريعية بالبرلمان الأيرلندي -البرلمان الوطني المكون من مجلسين- الذي يتألف من دويل أيرن (مجلس النواب) وشاند أيرن (مجلس الشيوخ) ورئيس أيرلندا. تكون السلطة القضائية مستقلة عن السلطتين التنفيذية والتشريعية. رئيس السلطة القضائية هو رئيس المحكمة الذي يرأس المحكمة العليا.
تتمتع جمهورية أيرلندا بنظام متعدد الأحزاب، إلا أن الحزبين فيانا فايل وفاين جايل يهيمنان على المشهد السياسي منذ عقود، وهما كيانان متعارضان ومتنافسان تاريخيًا، يحتل كلاهما القاعدة المركزية التقليدية. منذ عام 1932 وحتى عام 2011 كانا أكبر وثاني أكبر الأحزاب على الترتيب. ترجع جذور كلا الحزبين إلى الأطراف المتعارضة في الحرب الأهلية الأيرلندية. لم يكن حزب العمال -الذي يعدّ تاريخيًا ثالث حزب سياسي في الدولة- في السلطة سوى كجزء من ائتلاف مع أحد الحزبين الرئيسيين. في عام 2011، أُجريت انتخابات حاسمة رئيسية في أيرلندا، إذ أصبح فاين جايل الحزب الأكبر، وحزب العمال ثاني أكبر الأحزاب، وهبط فيانا فايل إلى المركز الثالث بعد تراجع دعمه، في حين تعاظم الدعم الذي يتلقاه حزب شين فين.
ومع ذلك، تمكّن فيانا فايل في عام 2016 من استعادة الدعم وأصبح ثاني أكبر حزب، بينما هبط حزب العمال إلى المركز الرابع بعد رد فعل عنيف على دوره في الحكومة الائتلافية. استمر شين فين في تحقيق المكاسب، ليصبح ثالث أكبر حزب، في حين بقي فاين جايل الحزب الأكبر، على الرغم من خسارته بعض المقاعد.
صنّفت وحدة الاستخبارات الاقتصادية أيرلندا على أنها «دولة ديمقراطية كاملة» في عام 2019.

## شاغلو المناصب الرئيسية
| المنصب    | الاسم           | الحزب     | منذ تاريخ      |
| الرئيس    | مايكل د. هيغينز | مستقل     | 11 نوفمبر 2011 |
| التاوسيتش | ليو فرادكار     | فاين جايل | 14 يونيو 2017  |
| التانيشتا | سيمون كوفيني    | فاين جايل | 30 نوفمبر 2017 |

## الدستور
تعمل الدولة بموجب دستور أيرلندا الذي اعتُمد في عام 1937 باستفتاء عام. يندرج الدستور ضمن التقاليد الديمقراطية الليبرالية. يعرّف الدستور أجهزة الحكومة ويضمن بعض الحقوق الأساسية. لا يمكن تعديل الدستور إلا بإجراء استفتاء عام. تتعلق الاستفتاءات الدستورية المهمة بقضايا مثل الإجهاض ووضع الكنيسة الرومانية الكاثوليكية والطلاق والاتحاد الأوروبي وزواج المثليين.

## الرئيس
رئيس الدولة هو رئيس أيرلندا. تماشيًا مع نظام الحكم البرلماني في الدولة، يمارس الرئيس دورًا فخريًّا بشكل رئيسي ولكنه يحظى ببعض الصلاحيات المحددة. يحقّ لجميع المواطنين الأيرلنديين الذين يبلغون من العمر 35 عامًا على الأقل الترشّح لمنصب الرئاسة. يجري انتخابهم مباشرة بالاقتراع السري بموجب التصويت البديل. يجوز لمرشح ما ترشيحه للانتخابات الرئاسية إذا حظي بدعم ما لا يقل عن 20 عضوًا في البرلمان الأيرلندي أو أربعة أو أكثر من مجالس المدن والمقاطعات الواحد والثلاثين في أيرلندا. يجوز للرئيس المتقاعد ترشيح نفسه لإعادة انتخابه. إذا وقع الاختيار على مرشح واحد فقط صالح للانتخاب -كأن تجمع الأحزاب السياسية على ترشيح مرشح واحد- فمن غير الضروري الشروع في الاقتراع ويُعدّ ذلك المرشح منتخَبًا. يُنتخب الرئيس لولاية مدتها سبع سنوات ولا يجوز لأي شخص أن يشغل المنصب أكثر من ولايتين.
يتلقى الرئيس المساعدة من مجلس الدولة في تنفيذ بعض أعماله الدستورية. لا يوجد منصب نائب للرئيس في أيرلندا. إذا كان الرئيس غير قادر على إنجاز مهامه لأي سبب من الأسباب، أو إذا كان منصب الرئيس شاغرًا، فإن اللجنة الرئاسية تتولّى مهام الرئيس.

## السلطة التنفيذية
يمارس مجلس الوزراء، المعروف باسم الحكومة، السلطة التنفيذية. تنص المادة 28 من الدستور على أنه يجوز للحكومة أن تتكون مما لا يقل عن سبعة أعضاء وما لا يزيد عن خمسة عشر عضوًا، وهم التاوسيتش (رئيس الوزراء) والتونيشتا (نائب رئيس الوزراء) وثلاثة عشر وزيرًا آخر على الأكثر. يعيّن الرئيسُ التاوسيتش، بعد أن يرشِّحه دويل أيرن (مجلس النواب في البرلمان). يرشِّح التاوسيتش الوزراء المتبقين ويعينهم الرئيس بعد موافقة مجلس النواب عليهم. يجب أن تحظى الحكومة بثقة مجلس النواب، وفي حال فقدت دعمه، يجب على التاوسيتش الاستقالة أو مطالبة الرئيس بحل المجلس، وفي هذه الحالة يتم إجراء انتخابات عامة.

## السلطة التشريعية
أنشأت المادة 15 من دستور أيرلندا البرلمان الوطني في أيرلندا. يتكون البرلمان الأيرلندي من رئيس أيرلندا ومجلسين منتخَبَين: دويل أيرن (مجلس النواب) وشاند أيرن (مجلس الشيوخ). بما أن البرلمان يضم أيضًا الرئيس، فإن اللقب الرسمي للمجلسين اللذين يسنّان القوانين هو مجلسا البرلمان الأيرلندي. ويُعدّ مجلس النواب المجلس المهيمن على السلطة التشريعية دون منازع. لا يحق للرئيس نقض مشاريع القوانين التي يمرّرها البرلمان، ولكن يجوز له إحالتها إلى المحكمة العليا في أيرلندا للبت في أمرها: هل تمتثل للدستور أم لا؟

### دويل أيرن
يُنتخَب أعضاء مجلس النواب مباشرة مرة واحدة على الأقل كل خمس سنوات بموجب نموذج التصويت الواحد القابل للتحويل لتحقيق التمثيل النسبي من خلال التصويت في دوائر انتخابية متعددة المقاعد. يحقّ الترشح لعضوية المجلس لجميع المواطنين الأيرلنديين الذين لا تقل أعمارهم عن 21 عامًا ويقيمون بشكل دائم في أيرلندا. تتألف الدائرة الانتخابية من جميع المواطنين الأيرلنديين والبريطانيين المقيمين في أيرلندا الذين تزيد أعمارهم عن 18 عامًا. يُعرف أعضاء مجلس النواب الأيرلندي باسم تيوختا دولا. يوجد حاليًا 160 عضوًا، يُنتخب واحد منهم فقط -هو رئيس المجلس- تلقائيًا في الانتخابات. يجب أن يكون التاوسيتش والتانيشتا ووزير المالية أعضاء في مجلس النواب. يجب أن يكون جميع أعضاء الحكومة الآخرين أعضاء في مجلس النواب، ولكن يمكن أن ينتمي عضوان على الأكثر إلى مجلس الشيوخ. مجلس النواب هو المجلس الوحيد الذي يمكنه طرح القوانين المالية وتعديلها (أي التشريعات المالية والضريبية). منذ أوائل التسعينيات في القرن العشرين، لم يحظَ أي حزب بالأغلبية في مجلس النواب، وبذلك كانت الحكومات الائتلافية هي النمط السائد.

### شاند أيرن
يُعدّ مجلس الشيوخ هيئة استشارية إلى حد كبير. يتألف من 60 عضوًا يُدعون أعضاء مجلس الشيوخ. يجب أن تُجرى انتخابات مجلس الشيوخ بعد الانتخابات العامة لأعضاء مجلس النواب بمدة لا تتجاوز 90 يومًا. يرشِّح التاوسيتش أحد عشر عضوًا لمجلس الشيوخ بينما تنتخب جامعات وطنية محددة ستةً آخرين. يُنتخب الأعضاء الثلاثة والأربعون المتبقون من قوائم مهنية خاصة بالمرشحين، إذ تتألف الدائرة الانتخابية لهم من الأعضاء الستين في مجلس الشيوخ المنتهية ولايته، والنواب المئة وثمان وخمسين في مجلس النواب الجديد والأعضاء الثمانمئة وثلاثة وثمانين المنتخَبين لمجالس المدن الخمسة والمقاطعات التسعة والعشرين. يتمتع مجلس الشيوخ بصلاحية تأجيل المقترحات التشريعية ويُعطى فترة 90 يومًا للنظر في مشاريع القوانين التي يرسلها مجلس النواب إليه وتعديلها (باستثناء القوانين المالية). لا يُعطى مجلس الشيوخ سوى مهلة 21 يومًا للنظر في القوانين المالية التي يرسلها مجلس النواب إليه. لا يمكن لمجلس الشيوخ تعديل القوانين المالية، في حين يمكنه تقديم توصيات لمجلس النواب بشأن هذه القوانين.

## السلطة القضائية
تعتبر أيرلندا ذات قانون عام تتكون فيه السلطة القضائية من المحكمة العليا (أعلى محكمة) والمحكمة العليا (للقضايا المدنية المهمة) وبعض المحاكم الدنيا الأخرى التي تندرج تحت القانون، أما القضاة فيتم تعيينهم من طريق الرئيس بعد أن تقوم الحكومة بترشيحهم ويجري عزلهم عن مناصبهم فقط لسوء السلوك أو لعدم الإمكانية أو من طريق انحلال مجلسيّ السلطة التشريعية. كما تعتبر محكمة الاستئناف النهائية المحكمة العليا التي تتكون من رئيس المحكمة العليا وسبعة قضاة عاديين بحكم رئيس المحكمة العليا. نادراً ما تجلس المحكمة العليا بشكل كامل لسماع القضايا في القاعات القضائية على شكل مجاميع من ثلاثة أو خمسة أو سبعة قضاة. يمتلك كل من المحكمة العليا والمحكمة العليا (للقضايا المدنية) السلطة للمراجعة القانونية ويمكنها إعلان أن كل من قوانين الدولة وأفعالها البغيضة للدستور باطلة.

## القطاع العام
تُعد الحكومة -ومن خلال الخدمات المدنية والعامة والهيئات التي ترعاها الدولة- صاحبة عمل مهم، وغالبًا ما تسمى هذه القطاعات الثلاثة القطاع العام، غير أن إدارة هذه الهيئات تختلف. على سبيل المثال، في الخدمة المدنية يكون هناك طرق وأنماط محددة بوضوح، في حين يجوز للوزير الممول أو وزير المالية ان يقوم بتعيين هيئة أو لجنة بين الخدمات العامة والأنشطة التجارية حيث تشارك الدولة نفسها وعادة ما يتم ذلك من خلال الهيئات التي ترعاها الدولة والتي يتم تنظيمها عادة بطريقة مماثلة للشركات الخاصة.
أظهر تقرير صدر سنة 2005 خاص بتوظيف القطاع العام أن عدد العاملين في القطاع العام في يونيو 2005 قد بلغ 100350حسب القطاع، كان منهم 38،700 (الخدمة المدنية)، 254،100 (الخدمة العامة) و57،300 (تحت رعاية الدولة). بلغ إجمالي القوى العاملة في الدولة 1،857،400 في ذلك العام ، وبالتالي مثّل القطاع العام حوالي 20٪ من إجمالي القوى العاملة.

### الخدمة المدنية
تحتوي الخدمة المدنية في أيرلندا على مكونين واسعين هما الخدمة المدنية للحكومة والخدمة المدنية للبلاد، وكون هذين المكونين غير عمليين فإنهما يحتويان على اختلافات جوهرية حيث يُتوقع من الخدمة المدنية أن تقوم بالحفاظ على الحياد السياسي في أثناء عملها وبعض من أقسامها تكون مستقلة بالكامل عن القرارات التي تتخذها الحكومة. 

### الخدمة العامة
يعتبر مصطلح الخدمة العامة واسعًا نسبيًا وغير محدد بوضوح، وأحيانًا يتم استخدامه ليشمل الخدمة المدنية. تتكون الخدمة العامة المناسبة من الوكالات والهيئات الحكومية التي تقدم الخدمات نيابة عن الحكومة ولكنها ليست الخدمة المدنية الأساسية. على سبيل المثال، تُعتبر السلطات المحلية ومجالس التعليم والتدريب وجاردا سيوشانا (خدمة الشرطة) خدمات عامة.

## أيرلندا الشمالية
كانت أيرلندا الشمالية عاملاً رئيسياً في السياسة الأيرلندية منذ أن جرى تقسيم جزيرة أيرلندا بين أيرلندا الشمالية وما يعرف الآن باسم الجمهورية لسنة 1920، وقد أدى وجود أيرلندا الشمالية إلى نشوب نزاع بين القوميين الشماليين (معظمهم من الرومان الكاثوليك) الذين كانوا يسعون إلى الوحدة مع الجمهورية والاتحاديين (ومعظمهم من البروتستانت) الذين عارضوا الخطط البريطانية للحكم الأيرلندي وكانوا يرجون أن تبقى أيرلندا الشمالية من ضمن المملكة المتحدة.
تعرض العديد من الروم الكاثوليك والجمهوريانيين بعد تشكيل أيرلندا الشمالية سنة 1921 بعد انسحابها من الدولة الأيرلندية الحرة المشكلة حديثًا للتمييز العنصري. أدى إلغاء التمثيل النسبي والجيريمانديرية إلى زيادة نفوذ تمثيل المخلصين في ستورمونت وفي وستمنستر حتى أن جيمس كريغ الذي كان رئيس وزراء أيرلندا الشمالية تفاخر ببرلمانه البروتستانتي لشعب بروتستانتي.
وفي الستينيات من القرن الماضي، أُنشئت جمعية الحقوق المدنية لأيرلندا الشمالية لوضع حد للتمييز بين الكاثوليك والبروتستانت، وكان هناك رد فعل عنيف على مثل هذه القطاعات من قبل مجتمع المخلصين. قاد هذا الصراع في أواخر الستينيات إلى أعمال عنف مع بداية المشاكل التي ضمت مجموعات مثل الجيش الجمهوري الأيرلندي المؤقت والقوات شبه العسكرية الموالية والشرطة والجيش البريطاني وقد صيغ هذا الأخير في الأصل لحماية المجتمعات الكاثوليكية من العنف الموالي حيثُ كان من شأن هذه الصدامات أن تؤدي إلى تعليق برلمان ستورمونت. وباءت الجهود التي بذلتها الحكومة البريطانية لتشجيع مسؤول تنفيذي لتقاسم السلطة في أيرلندا الشمالية بالفشل ولم يتحقق ذلك إلا بعد اتفاق الجمعة العظيمة سنة 1998. تسببت تلك الفوضى في مقتل الآلاف في أيرلندا الشمالية ولكنها ازدادت سوءاً لتتحول إلى تفجيرات وأعمال عنف في إنجلترا والجمهورية.
منذ تأسيسها، كانت السياسة طويلة الأمد المعلنة للحكومات ما يسمى اليوم بالجمهورية موجودة لإنهاء النزاع في أيرلندا الشمالية ولإقامة أيرلندا موحدة. كانت أيرلندا الشمالية في الماضي مصدرًا آخر للتوتر بين الحكومة الأيرلندية وحكومة المملكة المتحدة ولإيجاد حل للمشاكل أصبحت الحكومة الأيرلندية شريكًا في اتفاق الجمعة العظيمة سنة 1998.
حينما قام الحزب الجمهوري اليساري (الشين فين) بتثبيت مكانته لفترة طويلة في كل من أيرلندا الشمالية والجمهورية، قام الحزب الجمهوري (اليميني) مؤخرًا بفتح فرع لها في مدينة ديري وبدأت بتوظيف أعضاء في جامعة كوين في بلفاست رغم أن وجودهما كان صغيرًا للغاية.